# George Finnegan
George V. Finnegan (California, settembre 1881 – San Francisco, 28 febbraio 1913) è stato un pugile statunitense.
Partecipò alle gare di pugilato dei pesi mosca e dei pesi gallo ai Giochi olimpici di Saint Louis 1904. Vinse la medaglia d'oro nella categoria pesi mosca battendo Miles Burke e la medaglia d'argento nella categoria pesi gallo venendo sconfitto da Oliver Kirk.

## Palmarès
In carriera ha conseguito i seguenti risultati:
- Giochi olimpici

St. Louis 1904: una medaglia d'oro nella categoria pesi mosca e una medaglia d'argento nella categoria pesi gallo.